# Oxford Circus Station
Oxford Circus Station er en London Underground-station, der betjener Oxford Circus, i krydset mellem Regent Street og Oxford Street, med indgange i alle krydsets fire hjørner. Stationen har skiftemulighed mellem Bakerloo line, Central line og Victoria line. Det er den tredje travleste station i netværket og den travleste, uden forbindelse til National Rail-betjening.
På Central line er stationen mellem Bond Street og Tottenham Court Road, på Bakerloo line mellem Regent's Park og Piccadilly Circus, og på Victoria line er den mellem Green Park og Warren Street. Den ligger i takstzone 1.

## Historie
Station åbnede på Central London Railway den 30. juli 1900 og Baker Street and Waterloo Railways spor åbnede den 10. marts 1906. De to selskaber havde separate overfladebygninger og elevatorskakte. Stationsbygningerne, der i dag stadig fungerer som udgange fra stationen, blev bygget på baggrund af meget begrænsede plot på hver side af Argyll Street på sydsiden af Oxford Street, lige øst for selve runddelen. Stationerne blev oprindeligt bygget fuldstændigt separat, med forbindelsespassager blev hurtigt fremskaffet i perronniveau. Den overlevende Central London Railway-bygning øst for Argyll Street er det bedst bevarede eksempel på stationerne designet af Harry Bell Measures, og Bakerloo line-bygningen mod vest er en klassisk Leslie Green-konstruktion.
Stort set fra åbningen har overbelægning været et konstant problem på stationen og der har været utallige forbedringer til stationens faciliteter og underjordiske anordninger for at håndtere denne problemstilling. Efter meget diskussion mellem de dengang to separate operatører begyndte en større genopbygning i 1912. Dette medførte at en ny billethal, til håndtering af begge linjer, blev bygget i Bakerloo-stationens kælder. Bakerloo-elevatorerne blev fjernet og nye dybtliggende rulletrapper åbnede ned til Bakerloo line-niveau. Adgang til Central line foregik gennem de eksisterende dybtliggende gangtunneller. De nyudførte arbejder kom i brug den 9. maj 1914, hvor CLR-elevatorerne forblev åbne for passagererne. I 1923 kunne disse anordninger ikke længere håndtere masserne, så en anden ombygning begyndte. Dette betød at endnu et sæt rulletrapper blev bygget direkte ned til Central line, og CLR-stationsbygningen bliver nu kun benyttet til udgang. Derefter, den 2. oktober 1928, åbnede en tredje rulletrappe ned til Bakerloo-perronerne. Ret usædvanligt for en Underground-station fik elevatorer endnu engang en fremtrædende rolle, da der i 1942 blev indstalleret et par højhastighedselevatorer, der dog stort set kun blev brugt som udgangsrute fra Central line-perronerne direkte til udgangsbygningen ved Argyll Street.
Victoria line åbnede den 7. marts 1969. For at håndtere passagermængderne blev der bygget en ny billethal under vejkrydset. For at udgrave den nye billethal under vejen blev trafikken omledt i fem år (fra august 1963 til påsken 1968) til en midlertidig brolignende konstruktion, kendt som "paraplyen", der dækkede Regent Street/Oxford Street-krydset. Servicetunneller blev bygget til vandledninger og telekommunikationskabler forbi den nye billethal. Konstruktionen af Victoria line-stationstunneller med tilhørende perroner, nye rulletrappeskakte og forbindelser til Central line-perroner blev udført fra adgangsskakte sænket ned fra de nærliggende Cavendish Square, Upper Regent Street og Argyll Street.
Cross-platform interchange mellem Bakerloo og Victoria lines blev skabt ved at konstruere Victoria line-perronerne parallelt med Bakerloo line-perronerne. Med de supplerende rulletrapper blev det muligt at ensrette tunnellerne, og de resterende elevatorer kunne fjernes.
I 1984 blev stationen ramt af en stor brand, under en renovering, der udbrændte en af perronerne. Det menes at branden skyldes rygende genstande blev skubbet igennem en ventilationsrist til et lagerrum, hvor adskillige genstande herefter antændtes. Ulykken medførte et rygeforbud blev introduceret på togene.

### Stationen i dag
I 2007 gennemgik stationen en større modernisering, hvor vægmalerierne på Central og Bakerloo line-perronerne fra 1980'erne blev fjernet og erstattet af almindelige hvide fliser i samme stil, som da stationen åbnede i 1900. Et enkelt vægmaleri fra 1980'erne er dog bevaret på perronerne for eftertiden. Arbejdet indeholdte også en restaurering af de originale Hans Unger-designede motiver  på Victoria line-perronerne.

## Interessante steder i nærheden
- All Souls Church, Langham Place
- BBC Broadcasting House
- Carnaby Street
- Langham Hotel
- London College of Fashion, John Princes Street
- London Palladium, Argyll Street
- Oxford Street
- Regent Street
- St George's, Hanover Square
- Topshop Oxford Street, verdens største modebutik

## Transportforbindelser
London buslinjer 3, 6, 8, 10, 12, 13, 23, 55, 73, 88, 94, 98, 137, 139, 159, 189, 390, 453, C2 og natlinjer N3, N8, N13, N55, N73, N98, N109 og N207.

## Galleri
- Bakerloo line sydgående perron set mod nord i juli 2008
- Rondel på nordgående Bakerloo line-perron
- Victoria line sydgående perron set mod nord i juli 2008
- Central line østgående perron set mod vest i juli 2008
- Central London Railway-stationsbygning åbnet i 1900
- Gadeindgang